# Cossulus kopetdaghensis
Cossulus kopetdaghensis is een vlinder uit de familie van de Houtboorders (Cossidae). De soort is voor het eerst wetenschappelijk beschreven door Roman Viktorovitsj Jakovlev en Helen Alipanah in een publicatie uit 2021.
De soort komt voor in Iran.